# Льгота-у-Олешнице
Льгота-у-Олешнице (чеш. Lhota u Olešnice, бывш. нем. Lhota bei Oels) — муниципалитет на юге Чешской Республики, в Южноморавском крае. Входит в состав района Бланско.
Один из самых малонаселённых муниципалитетов Чехии.

## География
Расположен в северо-западной части района, в 20 км к западу от города Босковице, в 27 км к северо-западу от Бланско и в 42 км к северо-западу от Брно.
Граничит с муниципалитетом Крштенов (с востока) и городом Олешнице (с северо-востока), а также с муниципалитетами Ровечне (с северо-запада), Вестин (с запада) и Просетин (с юга) района Ждяр-над-Сазавоу.
Соединён автобусным сообщением с Босковице.

## История
Впервые упоминается в 1349 году как Льготка, а в 1398 году она обозначена опустевшей.
В 1590—1848 годах была частью имения Кунштат. Имеется капелла св. Троицы 1887 года постройки.

### Изменение административного подчинения
- 1850 год — Австрийская империя, Моравия, край Брно, политический район Босковице, судебный район Кунштат;
- 1855 год — Австрийская империя, Моравия, край Брно, судебный район Кунштат;
- 1868 год — Австро-Венгрия, Цислейтания, Моравия, политический район Босковице, судебный район Кунштат[6];
- 1920 год — Чехословацкая Республика, Брненская жупания[чеш.], политический район Босковице, судебный район Кунштат;
- 1928 год — Чехословацкая Республика, Моравскосилезская земля, политический район Босковице, судебный район Кунштат;
- 1939 год — Протекторат Богемии и Моравии, Моравия, область Проснитц, политический район Босковитц, судебный район Кунштат[7];
- 1945 год — Чехословацкая Республика, Моравскосилезская земля, административный район Босковице, судебный район Кунштат[8];
- 1949 год — Чехословацкая республика, Брненский край, район Бистршице-над-Пернштейнем[9];
- 1960 год — ЧССР, Южноморавский край, район Бланско;
- 2003 год — Чехия, Южноморавский край, район Бланско, ОРП Босковице.

## Население
| Год  | Численность | Численность |
| ---- | ----------- | ----------- |
| 1869 | 202         | [ 10 ]      |
| 1880 | 191         | [ 10 ]      |
| 1890 | 186         | [ 10 ]      |
| 1900 | 187         | [ 10 ]      |
| 1910 | 177         | [ 10 ]      |
| 1921 | 185         | [ 10 ]      |
| 1930 | 164         | [ 10 ]      |
| 1950 | 131         | [ 10 ]      |
| 1961 | 131         | [ 10 ]      |
| 1970 | 95          | [ 10 ]      |
| 1980 | 71          | [ 10 ]      |
| 1991 | 44          | [ 10 ]      |
| 2001 | 37          | [ 10 ]      |
| 2011 | 37          | [ 10 ]      |
| 2014 | 36          | [ 11 ]      |
| 2016 | 37          | [ 12 ]      |
| 2017 | 39          | [ 13 ]      |
| 2018 | 45          | [ 14 ]      |
| 2019 | 43          | [ 15 ]      |
| 2020 | 44          | [ 16 ]      |
| 2021 | 43          | [ 17 ]      |
| 2022 | 43          | [ 18 ]      |
| 2023 | 45          | [ 19 ]      |
| 2024 | 46          | [ 20 ]      |
| 2025 | 45          | [ 3 ]       |

По переписи 2011 года в деревне проживало 37 человек (из них 14 чехов и 10 моравов, в 2001 году — 73% чехов и 27% моравов), из них 19 мужчин и 18 женщин (средний возраст — 47,2 года).
Из 34 человек старше 14 лет 11 имели базовое (в том числе неоконченное) образование, 20 — среднее, включая учеников (из них 8 — с аттестатом зрелости), 2 — высшее (1 бакалавр и 1 магистр).
Из 37 человек 15 были экономически активны (в том числе 3 безработных), 22 — неактивны (13 неработающих пенсионеров, 3 иждивенца и 6 учащихся).
Из 12 работающих 1 работал в сельском хозяйстве, 4 — в промышленности, 1 — в строительстве, 1 — в торговле и авторемонте, 1 — в информатике и связи, по одному — в образовании и в здравоохранении.

## Галерея
- Вид со стороны пожарного водоёма
- Часовня Святой Троицы